# Jeunes du Parti populaire européen
 (janvier 2024).
Si vous disposez d'ouvrages ou d'articles de référence ou si vous connaissez des sites web de qualité traitant du thème abordé ici, merci de compléter l'article en donnant les références utiles à sa vérifiabilité et en les liant à la section « Notes et références ».
Les Jeunes du Parti populaire européen (en anglais : Youth of the European People's Party) est une organisation qui regroupe des mouvements jeunes et est le mouvement de jeunesse officiel du Parti populaire européen. 
Le YEPP regroupe 64 organisations politiques de jeunesse du centre droit et issus de plus de 40 pays à travers toute l'Europe. 

## Présidents successifs
- 1997-1999 : Fredrik Reinfeldt (MUF, Suède)
- 1999-2001 : Michael Hahn (JU, Allemagne)
- 2001-2003 : Rutger-Jan Hebben (CDJA, Pays-Bas)
- 2003-2005 : Daniel Bautista (NNGG PP, Espagne)
- 2005-2007 : David Hansen (KrFU, Norvège)
- 2007-2009 : Ioannis Smyrlis (ONNED, Grèce)
- 2009-2011 : Laurent Schouteten (Jeunes Populaires, France)
- 2011-2013 : Csaba Dömötör (Fidelitas, Hongrie)
- 2013-2017 : Konstantinos Kyranakis (ONNED, Grèce)[1]
- 2017-2018 : Andrianos Giannou (TNL, Roumanie)
- depuis 2018 : Lídia Pereira (JSD, Portugal)

## Bureaux successifs

### 2018-2021
- Présidente : Lídia Pereira (JSD, Portugal)
- 1er vice-président : Stephen Beer (JU, Allemagne)
- Secrétaire générale : Eileen Lynch (YFG, Irlande)[2]
- Secrétaire générale déléguée : Christina Balaska (ONNED, Grèce)
- Trésorier : Ali-Reza Abdali (KNL, Finlande)
- Vice-présidents : Ágnes Zsofia Magyar (Fidelitas, Hongrie), Mara Mares (TNL, Roumanie), Nikola Eric (UM SNS, Serbie), Martin Hallander (KDU, Suède), Christian Zoll (Junge ÖVP, Autriche), Zsombor Ambrus (MIERT, Roumanie), Karlo Ressler (MHDZ, Croatie), Marcello Gamberale (FIG, Italie), Tino Schneider (JCVP, Suisse)

### 2017-2018
- Président : Andrianos Giannou (TNL, Roumanie)
- 1er vice-président : Jim Lefebre (Junge ÖVP, Autriche)
- Secrétaire général : Maru Pardal (NNGG, Espagne)
- Secrétaire général délégué : Lotte Schipper (CDJA, Pays-Bas)
- Trésorier : Pierre-Henri Dumont (JR, France)
- Vice-présidents : Ágnes Zsofia Magyar (Fidelitas, Hongrie), Christina Balaska (ONNED, Grèce), Eileen Lynch (YFG, Irlande), Arba Kokalari (MUF, Suède), Lídia Pereira (JSD, Portugal), Inna Korsun (YDA, Ukraine), Karlo Ressler (MHDZ, Croatie), Marcello Gamberale Paoletti (FIG, Italie), Stephan Beer (JU, Allemagne)

### 2015-2017
- Président : Konstantinos Kyranakis (ONNED, Grèce)
- 1er vice-président : Roland Mittmann (JU, Allemagne)
- Secrétaire général : Andrea Vodanović (MHDZ, Croatie)
- Secrétaire général délégué : Christodoulos Ioannou (NEDISY, Chypre)
- Trésorier : Maru Pardal (NNGG, Espagne)
- Vice-présidents : Bartosz Domaszewicz (SMD, Pologne), Pierre-Henri Dumont (JR, France), Csaba Faragó (Fidelitas, Hongrie), Andrianos Giannou (TDL, Roumanie), Arba Kokalari (MUF, Suède), João Paulo Meireles (JSD, Portugal), Riccardo Pozzi (GUDC, Italie), Stefan Schnöll (JVP, Autriche), Tore Storehaug (KrFU, Norvège)

### 2013-2015
- Président : Konstantinos Kyranakis (ONNED, Grèce)
- 1er vice-président : Juha-Pekka Nurvala (KNL, Finlande)
- Secrétaire général : Colm Lauder (YFG, Irlande)
- Secrétaire général délégué : Federico Potočnik (MSI, Slovénie)
- Trésorier : Frank Visser (CDJA, Pays-Bas)
- Vice-présidents : Stefan Schnöll (Junge ÖVP, Autriche) Tom Vandenkendelaere (JONG CD&V, Belgique) Hristo Gadzhev (MGERB, Bulgarie) Christodoulos Ioannou (NEDISY, Chypre) Linda Eichler (IRLY, Estonie) Benedict Pöttering (JU, Allemagne) Riccardo Pozzi (Giovani UDC, Italie) Joao Paolo Meirelles (JSD, Portugal) Sara Skyttedal (KDU, Suède)

### Bureau (2011-2013)
- Président : Csaba Dömötör (Fidelitas, Hongrie)
- 1er vice-président : Duarte Marques (JSD, Portugal)
- Secrétaire général : Juha-Pekka Nurvela (KNL, Finlande)
- Secrétaire général délégué : Colm Lauder (YFG, Irlande)
- Trésorier : Frank Lambermont (CDJA, Pays-Bas)
- Vice-président : Reinhard Bärnthaler (JÖVP, Autriche)
- Vice-président : Charalambos Stavrides (NEDISY, Chypre)
- Vice-président : Benedict Pöttering (JU, Allemagne)
- Vice-président : Konstantinos Kyranakis (ONNED, Grèce)
- Vice-président : Emanuele Οcchipinti (Giovani per la liberta, Italie)
- Vice-président : Gunars Elksnis (ex-YLPP, Lettonie)
- Vice-président : Ryan Callus (MZPN, Malte)
- Vice-présidente : Maria Fuster (NNGG PP, Espagne)
- Vice-présidente : Sara Skyttedal (KDU, Suède)

## Organisations membres
Albanie
- FR-PD – Forumi Rinor i Partise Demokratike te Shqiperise

 Allemagne
- JU - Junge Union

 Autriche
- Junge ÖVP – Junge Volkspartei Österreich

 Biélorussie
- YCSU
- Malady Front

 Belgique
- Jeunes cdH - Jeunes du Centre des démocrates humanistes
- JongCD&V - Jeunes chrétiens démocrates et flamands

 Bosnie-Herzégovine
- Mladez HDZ BiH
- YA SDA

 Bulgarie
- MSDP
- MSDS (YUDF) – Mladezki Sajuz na Demokraticnite Sili
- MGERB

 Croatie
- MHDZ - Jeunes du Parti démocrate croate
- OM HSS – Organizacija mladih Hrvatske seljačke stranke

 Chypre
- NE.DI.SY - Jeunes du Rally National de Chypre

 Danemark
- KU – Konservativ Ungdom

 Espagne
- NNGG PP - Nouvelles générations du Parti populaire
- UJ-UFDCC

 Estonie
- IRLY – Isamaa ja Res Publica Liidu Noorteuhendus

 Finlande
- KDN – Suomen Kristillisdemokraattiset Nuoret

- KNL - Jeunes du Parti de la coalition nationale

 France
- Les Jeunes Républicains - le mouvement des jeunes des Républicains

 Géorgie
- AME
- Akhalgazrda Memarjveneebi SAQDA

 Grèce
- ONNE.D. Οργάνωση Νέων Νέας Δημοκρατίας (Organisation jeune de la Nouvelle Démocratie)

 Pays-Bas
- CDJA - Christen Democratisch Jongeren Appè

 Hongrie
- Fidelitas - Jeunes du Fidesz (a quitté le YEPP en 2021)
- IKSZ – Young Christian Democratic Union

 Irlande
- YFG - Young Fine Gael

 Italie
- Forza Italia Giovani
- Junge Generation in der Südtiroler Volkspartei
- Giovani PATT

 Lettonie
- YLPP (Tautas partija Jaunatnes organizācija - Young of Latvia People Party, Jeunes du Parti populaire dissout en 2011)
- VJO – Vienotības Jaunatnes organizācija

 Lituanie
- JKD - Jaunieji krikščionys demokratai (Jeunes chrétiens démocrates)

 Luxembourg
- CSJ - Chrëschtlech Sozialer Jugend

 Malte
- MZPN - Moviment Żgħażagħ Partit Nazzjonalista (mouvement jeune du Parti nationaliste)

 Moldavie
- NG PPCD - Nouvelles Générations du Parti Populaire Chrétien Démocrate
- TLDM – Liberal Democratic Youth of Moldova

 Norvège
- UHL - Unge Høyres Landsforbund (mouvement jeune du Høyre)
- KrFU - Kristeleg Folkepartis Ungdom (Jeunes du Parti populaire chrétien)

 Pologne
- MD - Jeunes Démocrates de la Plateforme Civique

 Portugal
- JSD - Jeunes Sociaux Démocrates

 Tchéquie
- ML - Jeunes Populaires (mouvement jeune du Union chrétienne démocrate - Parti populaire tchécoslovaque)
- TOP tým

 Saint-Marin
- GDC - Giovani Democratici Cristiani

 Serbie
- ODSS - Omladina Demokratske stranke Srbije (jeunes du Parti démocrate de Serbie)
- ОМ G17+ - Омладинске мреже Г17 ПЛУС (Jeunes du G17 Plus)
- UMSNS – Youth Union of the Serbian Progressive Party

 Slovaquie
- KDMS NG

 Slovénie
- NG SLS - Nouvelles Générations du Parti Populaire Slovène
- SDM - Jeunes Démocrates Slovènes
- MSI - Jeunes Slovènes

 Suède
- KDU - Jeunes Démocrates Chrétiens
- MUF - Jeunes Modérés

 Suisse
- JCVP

 Ukraine
- Berceau jeune
- Alliance Democratique
- Jeunes Rukh